# کیرون فوربس
کیرون فوربس (انگلیسی: Kieron Forbes؛ زادهٔ ۱۷ اوت ۱۹۹۰) بازیکن فوتبال اهل بریتانیا است.
از باشگاه‌هایی که در آن بازی کرده‌است می‌توان به باشگاه فوتبال میدنهد یونایتد، باشگاه فوتبال ویلدستون، باشگاه فوتبال وایت‌هاوک، باشگاه فوتبال ساتون یونایتد، باشگاه فوتبال واتفورد، باشگاه فوتبال فارست گرین راورز، و باشگاه فوتبال آلدرشات تاون اشاره کرد.
وی همچنین در تیم ملی فوتبال England C بازی کرده‌است.